# Рукадур
Рукадур (фр. Roucadour) — пещера, археологический памятник во Франции, содержащая находки двух различных периодов: пещерные рисунки эпохи верхнего палеолита и различные находки (керамику и т. п.) эпохи неолита. Находится в департаменте Ло, на территории муниципалитета Темин.
После обнаружения находок пещера была выкуплена государством, и в настоящее время закрыта для посетителей.

## Исследования
Как археологический памятник, Рукадур представляет собой пещеру из двух участков: дальний, где благодаря обвалу, произошедшему предположительно на рубеже мезолита и неолита, хорошо сохранилась живопись эпохи палеолита, одна из старейших в Европе, а также яму перед входом в пещеру, где раскопано несколько слоев эпохи неолита с остатками костей и керамики.
Пещера находится в природном регионе Кос-де-Грама (фр.), известна с конца XIX века. В 1890 году исследование пещеры начал Эдуард Альфред Мартель.
Позднее, в 1925 году, он вернулся в пещеру вместе с Андре Нидерлендером. Последний обнаружил здесь керамику.
Раскопки ямы перед пещерой проводились между 1951 и 1957 годами; результаты были опубликованы в 1967 году. После того, как раскопки были прекращены, пещеру посетила спелеологическая группа Сен-Сере, которая обнаружила большое количество керамики в главной полости. Во время этих исследований Мишель Лорбланше обнаружил захоронение к северу от пещеры, а результаты исследования были опубликованы в 1964 году.
В 1962 году два спелеолога (члены спелеоклуба Брив), Пьер Ториссон и Жан-Поль Кусси, обнаружили настенную роспись в глубинной галерее. Куратором этого исследования был отец Андре Глори, который погиб в автокатастрофе в 1966 году вместе со своим коллегой отцом Жаном-Луи Виллевегу.
Государство купило пещеру в 1992 году.
Мишель Лорбланше, почетный директор по исследованиям CNRS, отвечал за проведение полного исследования. Для этого в 2002 году он создал международную многопрофильную команду из примерно десяти исследователей и студентов.
Жан Гаско изучал преемственность поселений на этом месте в течение почти десяти тысяч лет. Сначала это место было охотничьей стоянкой, а затем постоянным местом обитания в эпохи мезолита и неолита. В честь пещеры была названа неолитическая рукадурская культура (Roucadourien).

## Физическое описание
Эдуард-Альфред Мартель описал пещеру в своей книге Les Abîmes как «древнее прожорливое существо, которое поглотило протекавший по поверхности ручей в конце третичного и в начале четвертичного периода». Она включает в себя основную галерею огромных размеров (от 15 до 20 м в ширину при максимальной высоте 15 м). Длина пещеры — всего 280 м. Небольшая соседняя галерея, которая не была известна Мартелю, была обнаружена уже после выпуска его книги. Она имеет длину около 30 метров и ширину от 5 до 7 м.
В конце верхнего палеолита произошел грандиозный обвал, перекрывший доступ к участку, в котором была обнаружена пещерная живопись.

## Находки
В ходе исследований пещеры Рукадур были обнаружены 495 настенных изображений, в том числе 139 изображений животных (43 лошадей, 22 кошачьих, 16 гигантских носорогов, 11 бизонов, 9 мамонтов, а также некоторые изображения других видов животных, включая птицу и медведя). Там же было найдено 213 геометрических знаков, включая характерные «зазубренные круги Рукадура» (всего 44), а также другие узоры, состоящие из серии красных и черных стрелок.
По словам священника Андре Глори, картины, обнаруженные в «комнате изображений», показывают, что пещера была заселена в верхнем палеолите, точнее в ориньякском периоде II—III и, возможно, в граветте. Отсутствие более подробных исследований не позволяет судить, была ли пещера в то время лишь ритуальным местом или местом обитания.
Первые достоверные следы обитания относятся к периоду уже после обвала, который перекрыл доступ к галерее изображений. Остатки очагов были обнаружены в «большом колонном зале». Этот участок был обитаемым вплоть до галло-римской эпохи. Хорошо сохранившийся источник был возможной причиной обитания в этой карстовой пещере. Обнаруженный в ней материал близок к поздней бронзе Ib и IIa, как и найденный там меч типа Эрбенхейма.

## Защита
28 августа 1964 г. пещера внесена в реестр исторических памятников Франции.